# Майнцский камерный оркестр
Майнцский камерный оркестр (нем. Mainzer Kammerorchester) — немецкий камерный оркестр, базирующийся в Майнце.
Основан в 1955 году скрипачом Гюнтером Кером, возглавлявшим коллектив вплоть до своей смерти в 1989 году. Далее руководство перешло к его помощнику Фолькеру Мюллеру, стоявшему у руля коллектива до 2017 года. В 2018 году музыкальным руководителем оркестра стала вдова его основателя, флейтистка Ренате Кер. Во времена Гюнтера Кера оркестр обычно выступал с дирижёром, чаще всего с самим Кером; Мюллер предпочитал руководить выступлениями коллектива с места концертмейстера. Для работы в оркестре приглашаются как молодые местные музыканты, так и известные профессионалы со всей Германии. В зависимости от репертуара состав коллектива варьирует от восьми до 25 исполнителей.
Майнцский камерный оркестр посетил с гастролями, особенно в первые 30 лет работы, многие страны мира. Им осуществлено около 150 записей, включая полное собрание симфоний В. А. Моцарта. В эпоху руководства Мюллера поле деятельности оркестра расширилось за счёт фестиваля «Майнцское музыкальное лето» (нем. Mainzer Musiksommer), концертов в городской ратуше и других программ. Тем не менее, на всём протяжении XXI века оркестр страдал от недофинансирования.